# Н’Ганга, Франсис
Франси́с Н’Ганга́ (фр. Francis N'Ganga; 16 июня 1985 года, Пуатье) — конголезский футболист, защитник. Ныне выступает за кипрский клуб «Эрмис» и сборной Конго.

## Клубная карьера
Франсис Н’Ганга начинал карьеру футболиста в 2005 году во французском клубе «Гренобль», выступавшем тогда во Второй лиге. В ней он дебютировал 20 мая 2005 года, выйдя в стартовом составе в домашнем матче против «Нанси». По итогам чемпионата 2007/08 «Гренобль» вышел в Лигу 1 и Н’Ганга получил возможность дебютировать на высшем уровне, что случилось лишь 11 ноября 2008 года в гостевом поединке против «Тулузы».
Летом 2009 года Н’Ганга перешёл в клуб французской Лиги 2 «Тур», где отыграл следующие 3 сезона. Летом 2012 года конголезец стал игроком бельгийского «Шарлеруа».

## Карьера в сборной
7 сентября 2008 года Франсис Н’Ганга дебютировал за сборную Конго в домашнем матче против Мали, проходившем в рамках отборочного турнира Чемпионата мира 2010 года. 15 ноября 2011 года Н’Ганга впервые отличился забитым мячом за национальную команду, сравняв счёт в домашнем матче против сборной Сан-Томе и Принсипи, проходившем в рамках отборочного турнира Чемпионата мира 2014 года.